# 石湖墟

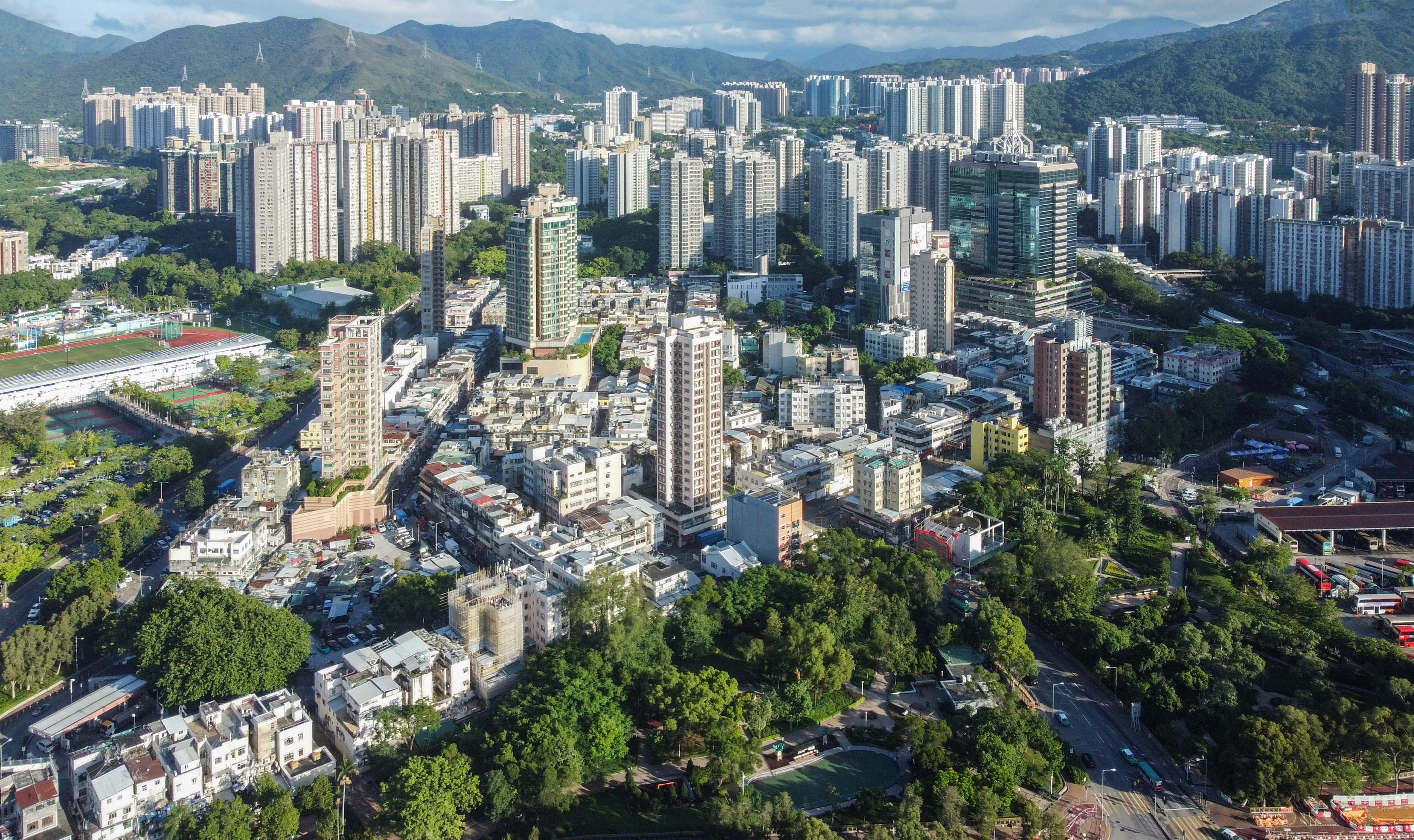
航拍石湖墟（2022年10月）

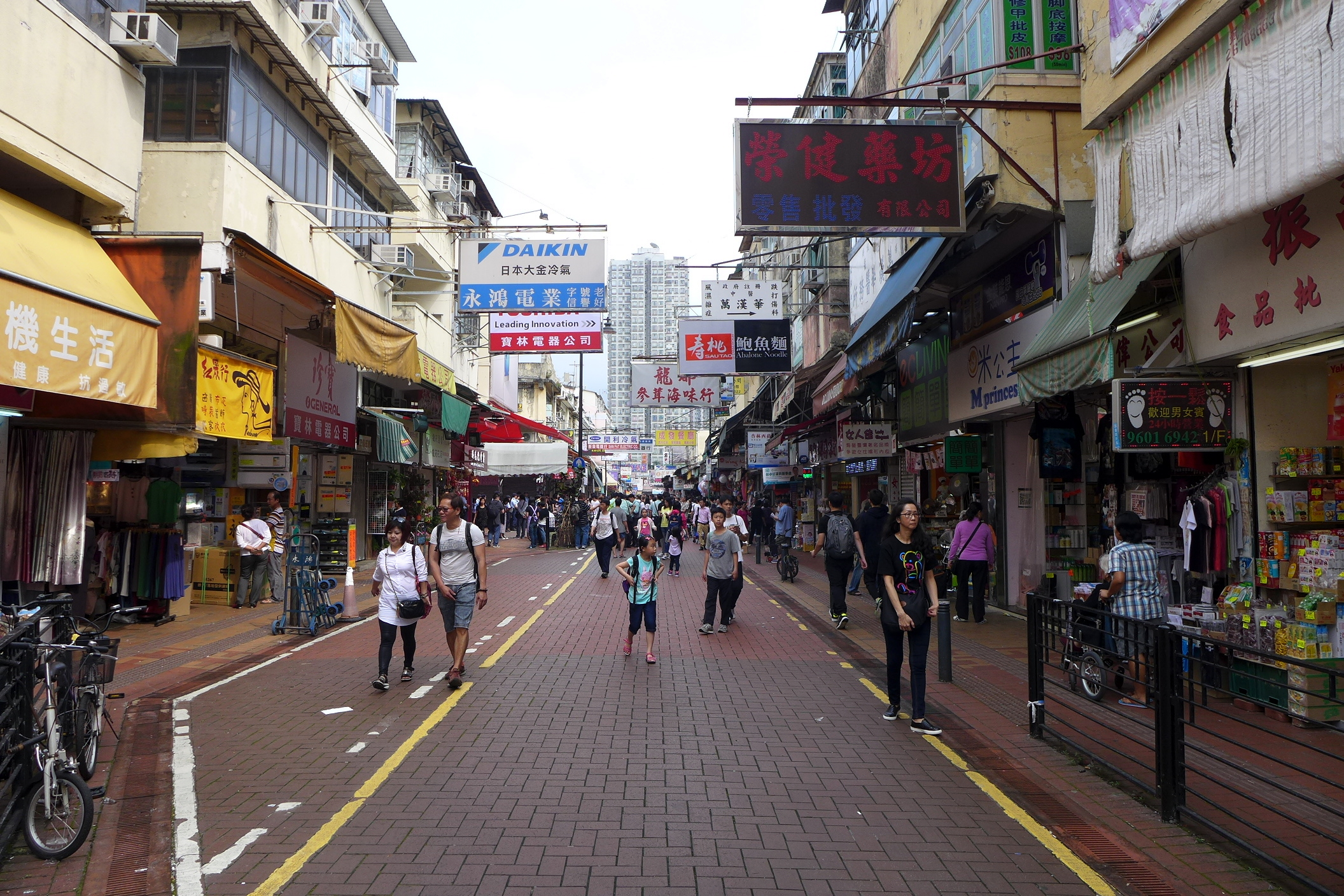
新康街行人專用區為水貨客集中地，以藥房、連鎖波鞋店為主

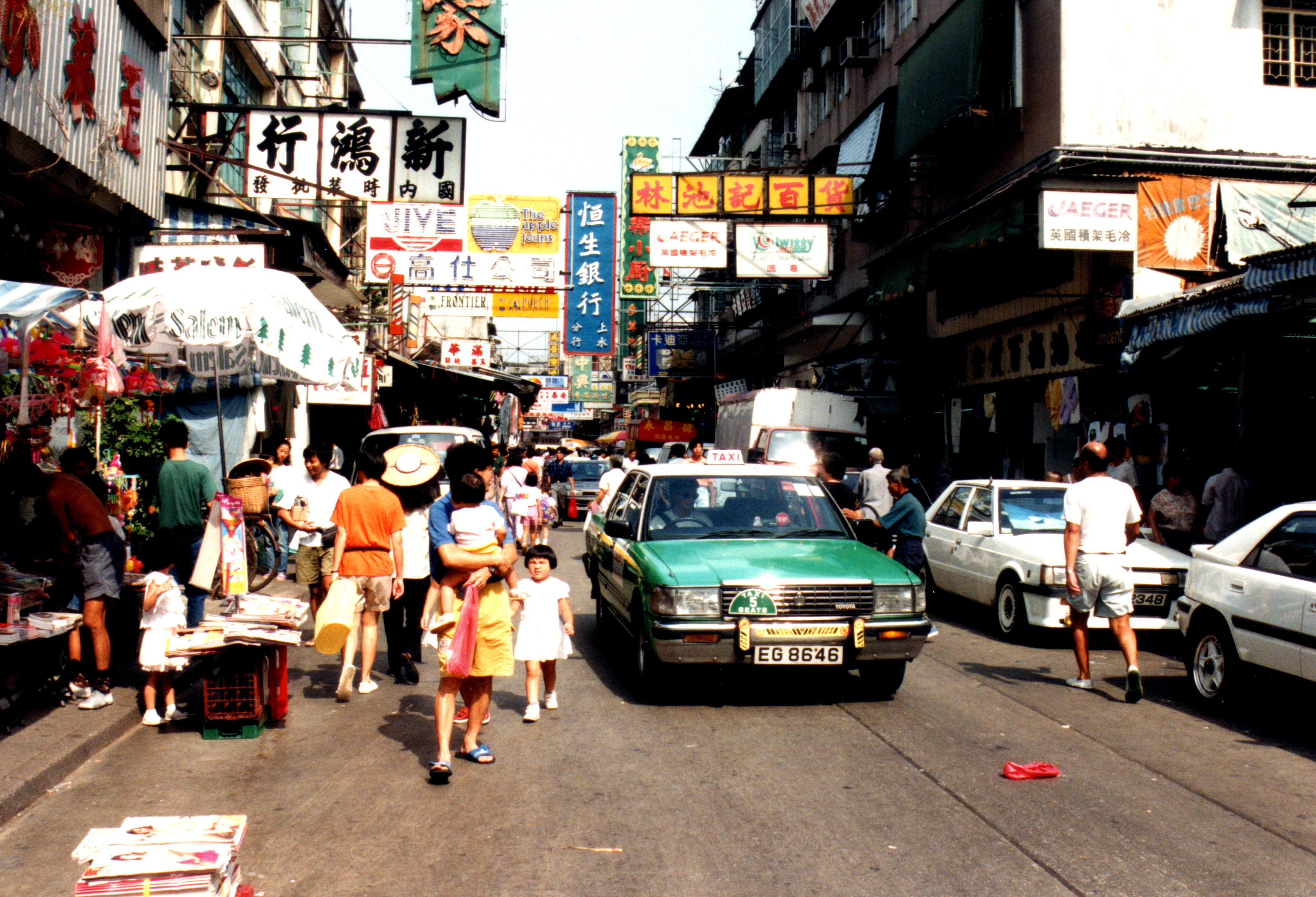
1991年的石湖墟

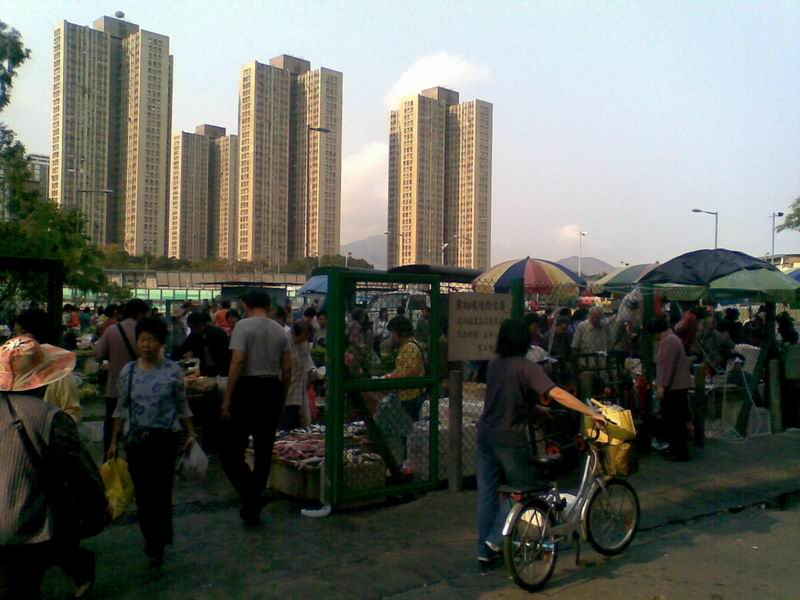
2007年的石湖墟農產品市場

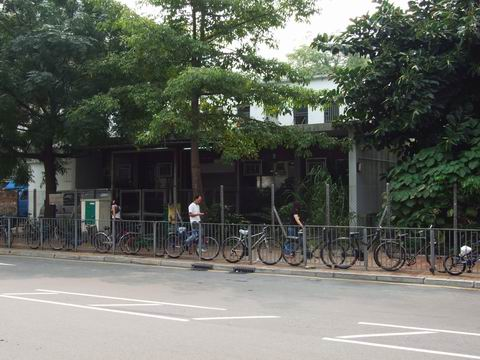
石湖墟郵政局

石湖墟（英語：Shek Wu Hui）是香港北區上水的一個舊墟市，位於現時東鐵綫上水站附近。粉嶺／上水新市鎮就是從石湖墟和粉嶺聯和墟發展起來的。石湖墟的街道多以「新」字作開頭，並取健康、成功等等之意：新豐路、新健街、新康街、新榮街、新財街、新發街、新成路、新功街、新樂街、新祥街、新勤街。現時石湖墟仍是上水一個商業活動十分繁忙的地方，故墟內一些街道現已由運輸署劃為「行人專用區」。

## 歷史
石湖墟建立年份已不可考，但早在清朝嘉慶版《新安縣志》中的《墟市》列表中已收錄「石湖墟」，並附有註腳「舊誌天崗，今移石湖」，表明石湖墟的前身是一個名為「天崗墟」的墟市，並曾記錄在康熙版《新安縣志》之中。相傳由於墟內附郵政局位置有一小河，設有眝水玻頭，玻下有石形成一湖，故名「石湖」。
清朝康熙元年（1662年），清廷為了嚴防沿海居民對台灣鄭成功進行接濟，實行遷界，沿海五省居民向內地遷界五十里，令沿海居民流離失所。康熙四年（1665年）兩廣總督周有德及廣東巡撫王來任上奏請求復界，至康熙八年（1669年）清廷批准復界，居民才可回鄉重建家園。兩人逝世後，居民集資在石湖墟興建「報德祠」紀念兩人的恩惠。

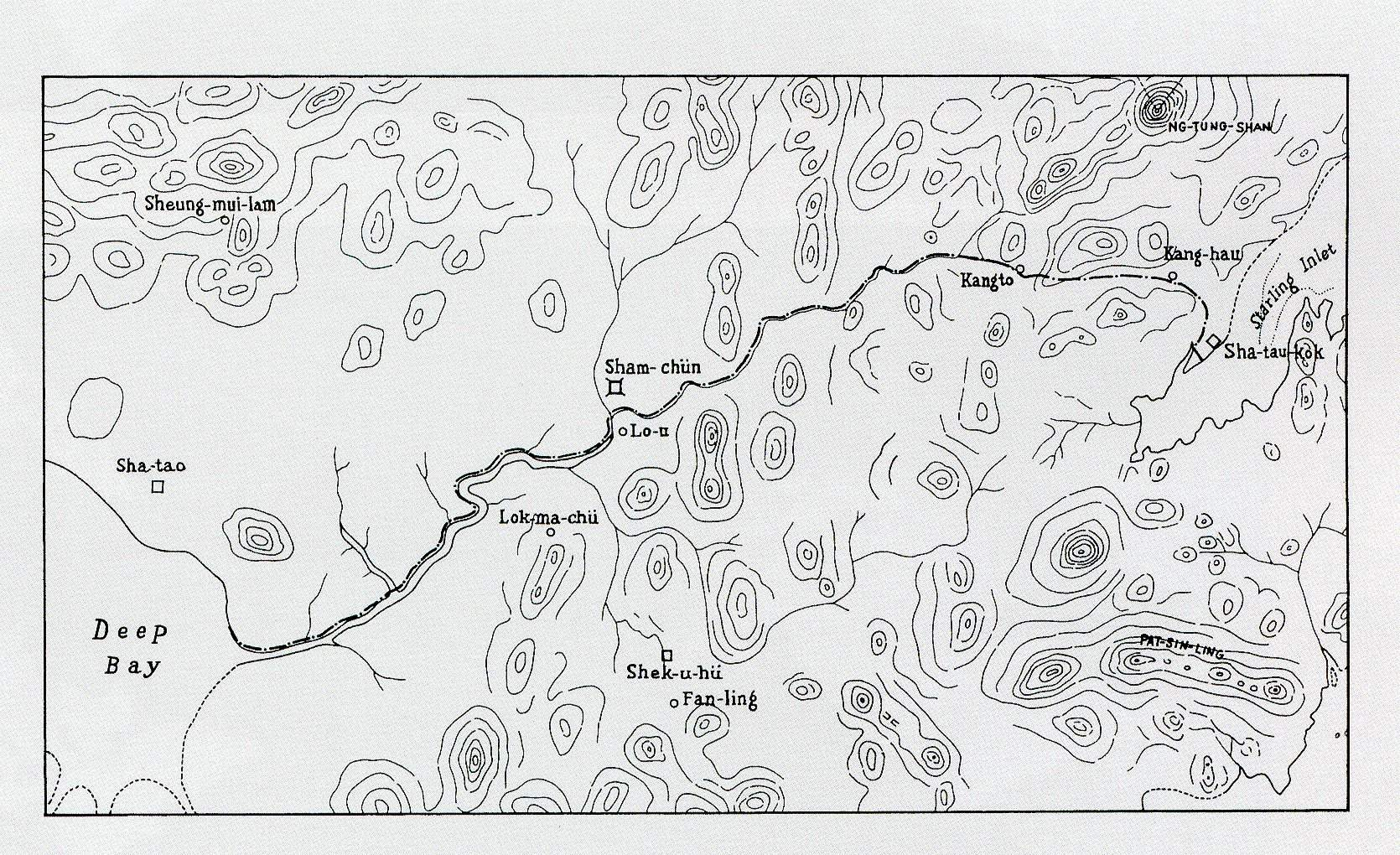
1898年《展拓香港界址專條》附圖中的石湖墟（Shek-u-hü）

1898年，租借新界及新九龍的條約《展拓香港界址專條》亦有收錄「石湖墟」，並在條約附圖中顯示位置在粉嶺圍以北。
石湖墟建立後，成為當時區內重要的商業中心，早年由上水區鄉事委員會管理石湖墟的農業買賣活動。但1955年2月21日的火災中，報德祠遭波及而夷為平地，而禍不單行的是，1956年12月23日再度遭祝融光顧，更使整個石湖墟淪為頹垣敗瓦，故此當局於1957年開始大規模重建計劃，直至1964年才重建完成，現有墟內建築物及街道多是當時才建立的，而新建的巡撫街正是紀念兩位協助復界的巡撫，以及已遭湮沒的報德祠。於1993年政府把位於新成路的舊街市遷到現時的石湖墟新街市。
2014年民建聯獲香港建造商會研究基金撥款，研究如何活化聯和墟、大埔墟和石湖墟。民建聯提出為配合新界東北發展計劃，原墟市亦各有文化特色，既需要保育，亦需要注入新的元素。在香港大學建築學院的協助下，研究團隊舉辦多場地區工作坊，諮詢居民、商戶及學生等意見。最終，建議石湖墟符興街列為永久行人專用區，與新康街連接，令到區內商業活動更加聚集，而位於符興街的食物安全中心辦事處亦為特色建築，可以作為社區用途，在旁擺設露天茶座，有關建議獲得有關部門接納，不過由於石湖墟的水貨活動自2010年後越趨熾熱，符興街一帶的商舖多已變成爲水貨客提供貨源的藥房和化妝品店，每天有大量水貨客聚集，故該計劃後來不了了之。

## 知名商店
- 明記腸粉
- 珍苑麵家
- 商務印書館 (2008年 開業)
- 張毛記電業 (1979年 開業,首間零售店舖)
- 廣成冰室 (1962年 開業)
- 通利琴行 (2007年 開業, 已搬)
- 上水貨舖 (2019年開業, 已搬至大圍和中環天星碼頭)
- 優品360 (2013年開業, 首間零售店舖)
- 龍豐藥房 (1992年開業, 首間零售店舖在石湖墟龍豐花園)
- 美國冒險樂園 (1994年開業, 首間零售店舖在石湖墟上水名都商場)

## 圖片集

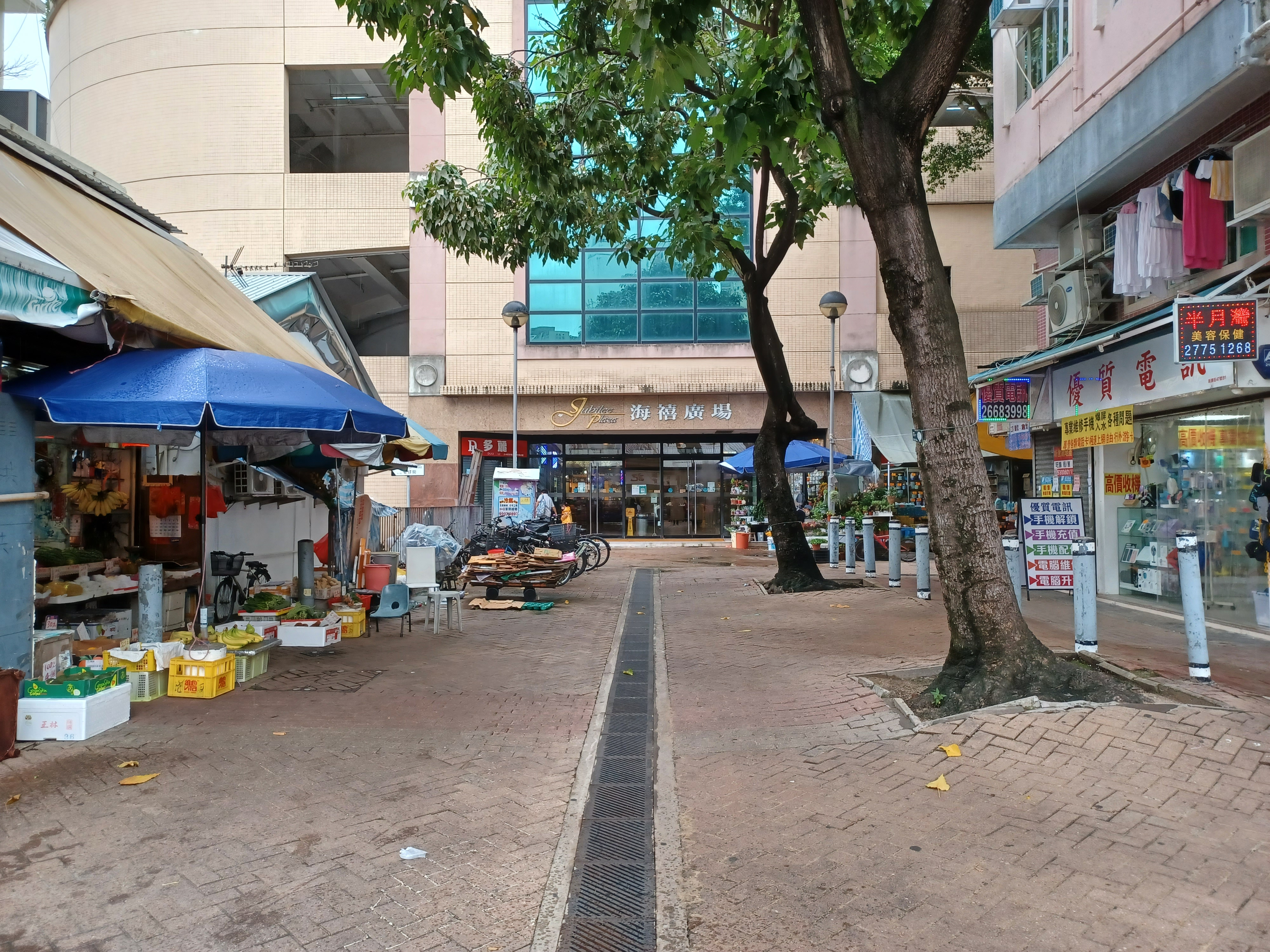
新榮街
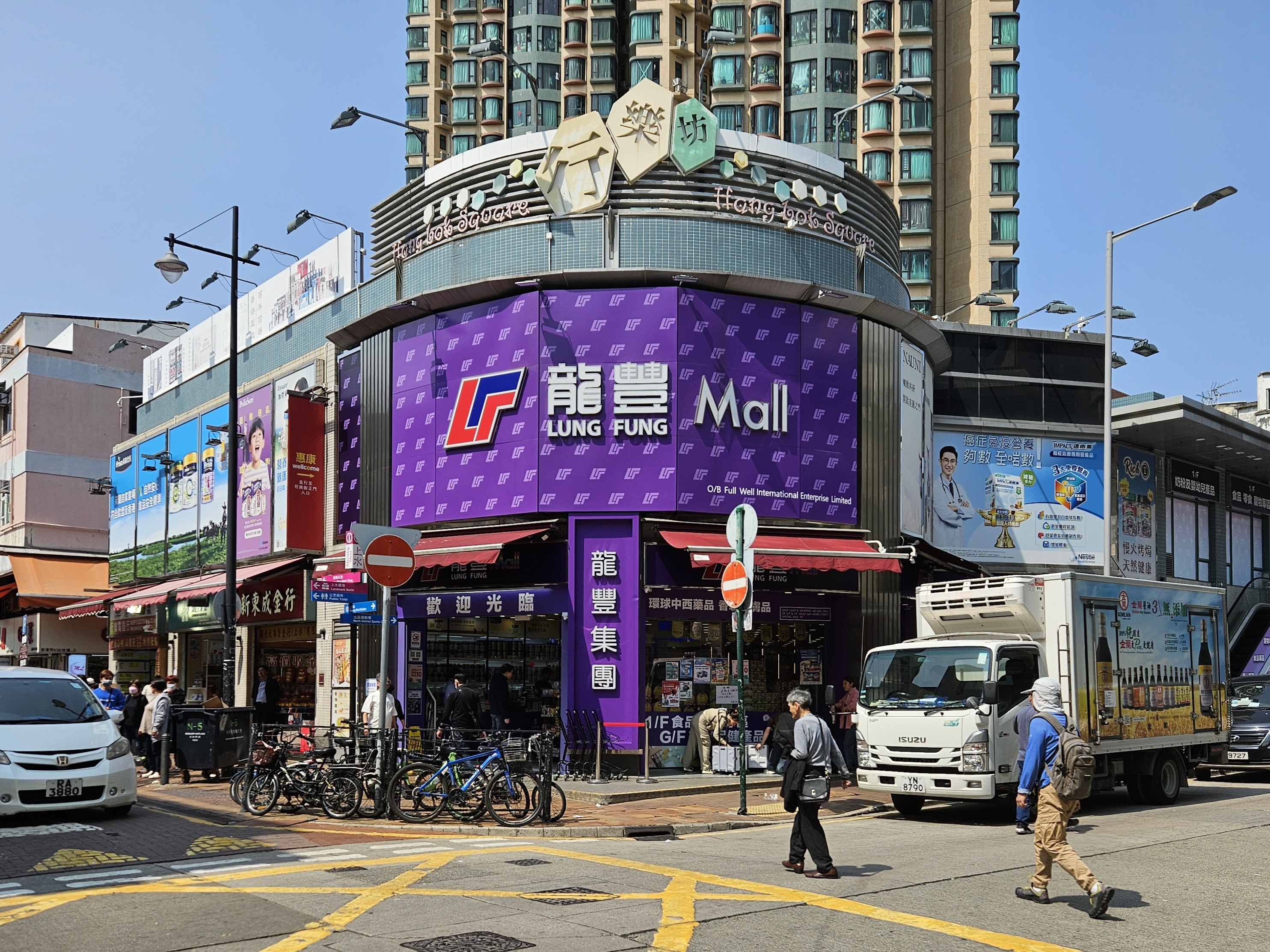
行樂坊

## 外部連結
- 運輸署 - 上水石湖墟